# Anime nella nebbia
Anime nella nebbia (V tumane) è un film del 2012 diretto da Serhij Loznycja, adattamento cinematografico del racconto di Vasil' Bykov V tumane (1987).
È stato presentato in concorso al 65º Festival di Cannes.

## Trama
1942. Le truppe naziste hanno occupato la regione occidentale della Russia. Burov e Vojtik, due partigiani sovietici, si recano a prelevare Suščenja, un dipendente delle ferrovie dapprima arrestato dai tedeschi e poi rilasciato. Suščenja, che non si è mai fidato nemmeno della moglie, nega di aver collaborato con i nemici e, poiché nessuno dà credito alle sue parole, segue i due partigiani con la speranza di riuscire a dimostrare la sua innocenza e salvarsi dalla loro sete di vendetta. Quando durante l'attraversamento della foresta rimangono vittime di un'imboscata, Suščenja è chiamato a fare una scelta morale, che rimette in discussione i concetti di tradimento ed eroismo.

## Distribuzione
Il film è stato presentato in anteprima il 25 maggio 2012 alla 65ª edizione del Festival di Cannes. È stato distribuito nelle sale cinematografiche italiane da Moviemax a partire dal 9 maggio 2013.

## Riconoscimenti
- 2012 - Festival di Cannes
  - Premio FIPRESCI (Concorso)
  - In concorso per la Palma d'oro